# 37
Anul 37 (XXXVII) a fost un an obișnuit al calendarului iulian.

## Nașteri
- 15 decembrie: Nero (Lucius Domitius Ahenobarbus), împărat al Imperiului Roman, din 54 (d. 68)

## Decese
- 16 martie: Tiberius al doilea împărat roman (n. 42 î.Hr.)
- dată necunoscută: Marcus Gavius Apicius  (n. 25 î.Hr.)
- dată necunoscută: Marobod  (n. 35 î.Hr.)